# Callicebus barbarabrownae
Tl tití de Bárbara Brown (Callicebus barbarabrownae) es una especie de primate platirrino endémico de Brasil.

## Distribución Geográfica
Habita en este país en los estados de Bahía y Sergipe, aproximadamente entre 240 y 900 m s. n. m., desde la cuenca río Paraguaçu hasta la frontera entre los estados de Bahía y Sergipe a lo largo de la margen del río Real. 

## Conservación
Incluida en la Lista Roja de la UICN, la especie se considera críticamente amenazada a causa de su población muy pequeña, estimada en menos de 250 individuos maduros en la naturaleza, la cual se encuentra severamente fragmentada en subpoblaciones que no exceden los 50 animales, las cuales continúan en declive por la progresiva deforestación.